# ロガーヘッド (潜水艦)
ロガーヘッド (USS Loggerhead, SS/AGSS-374) は、アメリカ海軍の潜水艦。バラオ級潜水艦の一隻。艦名はアカウミガメに因んで命名された。

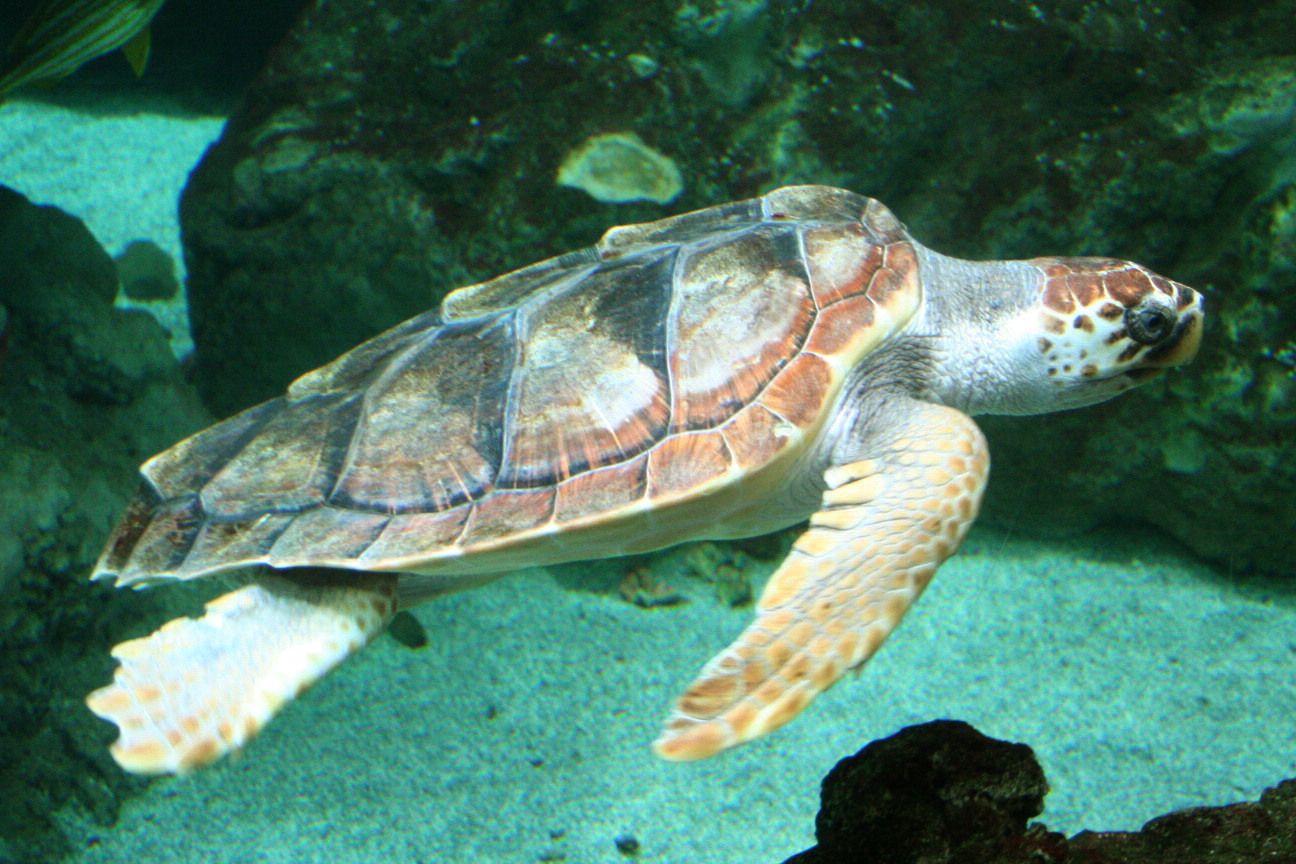
アカウミガメ（Loggerhead turtle）

## 艦歴
ロガーヘッドは1944年4月1日にウィスコンシン州マニトワックのマニトワック造船で起工した。1944年8月13日にバーバラ・フォックス夫人によって命名、進水し、1945年2月9日に艦長ラルフ・N・メトカーフ中佐（アナポリス1935年組）の指揮下就役する。ロガーヘッドはマニトワック川を下って1945年3月1日にミシガン湖入りし、シカゴを経由してロックポートに向かった。ロックポートで乾ドック入りしたロガーヘッドはミシシッピ川を曳航され、3月7日にニューオーリンズに到着する。その5日後に出航し、パナマ運河を通過して真珠湾には4月8日に到着した。

### 哨戒
5月15日、ロガーヘッドは最初の哨戒でルソン海峡および南シナ海方面に向かった。サイパン島タナパグ湾で補給した後、まず海南島東岸を哨戒した。6月11日に敵の病院船を確認するものの、攻撃は行わずその通過を見守った。3日後の6月14日夕刻、ロガーヘッドは香港南部のギャップ・ロックにある電探施設とおぼしき建造物に対して艦砲射撃を実施し、その塔を破壊した。7月1日に燃料補給のため一旦スービック湾に寄港し、続いて香港南方の救助配備担当海域に向かった。ロガーヘッドは現地人が乗って往来するボートを止めて尋問を行い、日本軍がそれらのボート全てを徴用していたことを知った。7月13日、ロガーヘッドはベクーナ (USS Becuna, SS-319) およびリザードフィッシュ (USS Lizardfish, SS-373) とともにセマラン島泊地に接近し、停泊する敵艦に対して魚雷5本を発射を発射したが命中せず、攻撃機会はこの時だけで、その他の多くの哨戒期間はもっぱら救助任務に充てられた。翌7月14日には哨区を撤収してオーストラリアに向かい、日中にバリ島とロンボク島の間のロンボク海峡を通過した。通過の間、敵の沿岸砲台が砲撃を行ったが、ロガーヘッドは熟練した操舵によってこれを回避し、損害を受けることはなかった。7月19日、ロガーヘッドは64日間の行動を終えてフリーマントルに帰投した。
8月13日、ロガーヘッドは2回目の哨戒で南シナ海およびタイランド湾方面に向かった。しかし、フリーマントルを出航後2日目の8月15日に日本は降伏し、ロガーヘッドは航行中にその報を知った。8月22日、ロガーヘッドは9日間の行動を終えてスービック湾に帰投した。

### 戦後
ロガーヘッドは8月31日にスービック湾を離れ帰国の途に就く。真珠湾を経由して9月22日にサンフランシスコに到着した。ロガーヘッドは1946年6月16日にメア・アイランド海軍造船所で退役し、太平洋予備役艦隊入りして以後長く保管された。1962年12月、ロガーヘッドは AGSS-374 （補助潜水艦）に艦種変更され、ワシントン州シアトルに曳航されて同地で予備役兵の訓練潜水艦としての任務に就く。1967年6月30日にラッシャー (USS Rasher, AGSS-269) と任務を交代し、同日除籍された。ロガーヘッドは1969年初めにスクラップとして売却された。